# Gremersdorf
Pour la commune de Mecklembourg-Poméranie-Occidentale, voir Gremersdorf-Buchholz
Gremersdorf est une commune allemande de l'arrondissement du Holstein-de-l'Est, dans le Land de Schleswig-Holstein.

## Géographie
La commune se trouve au bord de la mer Baltique, entre les villes de Heiligenhafen au nord et d'Oldenbourg en Holstein au sud.
La commune se compose de 13 villages et quatre domaines.

## Histoire
Le nom de « Gremersdorf » est dérivé de « Gremerstorpe », le village de Grimhari, Grimheri, Grimher, Grimer. Gremersdorf est vendu en 1377 par les six frères von Siggen à la ville de Kiel au profit de l'hôpital.

### Le domaine de Seegalendorf
Le domaine de Seegalendorf est fondé à la fin du XVIe siècle. Il est la propriété de la maison Rantzau puis, à la fin du XVIIIe siècle, de la famille von Rumohr qui fait construire le manoir. Il est remplacé en 1839 par un bâtiment dans le style du néo-classicisme.
Aujourd'hui, c'est un élevage de poneys Shetland.

## Infrastructures
Gremersdorf se situe sur la Bundesautobahn 1. Jusqu'à la construction du pont du Fehmarnsund en prolongation de l'autoroute, on empruntait la Bundesstraße 207. L'A 1 fait partie de la route européenne 47 entre Helsingborg et Lübeck. Le pont prolonge aussi la Vogelfluglinie depuis la gare de Puttgarden et peut être remplacé par un ferry vers le Danemark.

## Source, notes et références
- (de) Cet article est partiellement ou en totalité issu de l’article de Wikipédia en allemand intitulé « Gremersdorf » (voir la liste des auteurs).